# Leptocera marginata
Leptocera marginata är en tvåvingeart som först beskrevs av Adams 1905.  Leptocera marginata ingår i släktet Leptocera och familjen hoppflugor. Inga underarter finns listade i Catalogue of Life.